# Polia plumbosa
Polia plumbosa är en fjärilsart som beskrevs av Mansbridge 1917. Polia plumbosa ingår i släktet Polia och familjen nattflyn. Inga underarter finns listade i Catalogue of Life.